# Cartuccia a percussione anulare

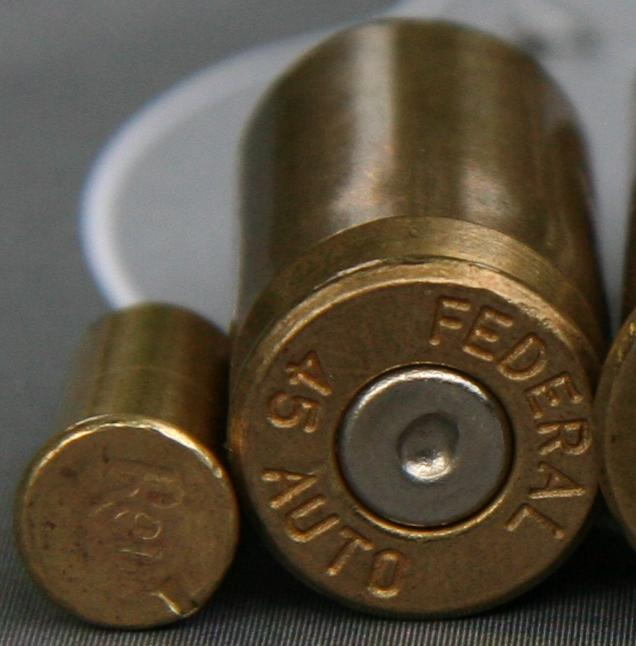
Cartuccia a percussione anulare (a sinistra) ed una a percussione centrale, sparate.

Le cartucce a percussione anulare sono quelle cartucce, in cui tutto il fondo (fondello) del bossolo, costituisce l'innesco della carica di polvere contenuta; quindi, esse non contengono una capsula a percussione separata centrale, come la maggior parte delle cartucce, ma vengono innescate dal percussore, colpendo la parte esterna merginale (anulare) del fondello (foto sotto).

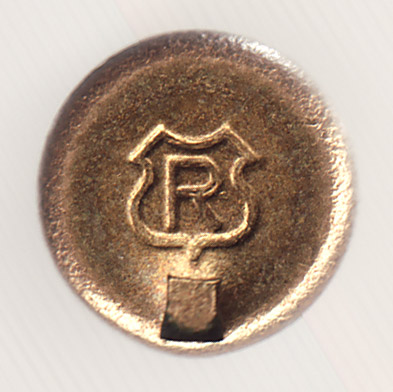
Fondello sparato di .22 LR

Ad oggi vengono generalmente impiegate nel calibro .22 (~ 5,6 mm), in tutte le sue versioni (.22 Long, .22 Short e .22 Long Rifle), ed anche in numerose applicazioni a carica esplosiva, come cesoie d'emergenza ad alta potenza e pistole sparachiodi per l'edilizia o gli sport estremi.